# Hans-Jörg Michels
Hans-Jörg „Hanni“ Michels (* 16. November 1961 in Osnabrück) ist ein ehemaliger deutscher Volleyballnationalspieler.
Während seiner Schulzeit nahm Hans-Jörg Michels mit dem Graf-Stauffenberg-Gymnasium (Osnabrück) mehrmals am Bundeswettbewerb der Schulen Jugend trainiert für Olympia teil, den er fünfmal als Bundessieger gewann. In der Saison 1982/83 spielte der Außenangreifer in der Bundesliga beim VBC Paderborn, mit dem er Deutscher Vizemeister und Vizepokalsieger wurde. Von 1983 bis 1991 spielte er beim Ligakonkurrenten VdS Berlin, dem späteren SCC Berlin. 1986 wurde er mit dem VdS Berlin Deutscher Pokalsieger, unter anderem mit David Schüler und Sven Eggert.
Hans-Jörg Michels war Mitglied der Junioren-Nationalmannschaft, der Männer-Nationalmannschaft, u. a. gemeinsam mit Burkhard Sude, und Mitglied der Bundeswehr-Nationalmannschaft. Er hatte insgesamt etwa 80 internationale Einsätze. 1983 nahm er u. a. mit Antonius Kass an den Weltsportspielen der Studenten, der Sommer-Universiade im kanadischen Edmonton (Alberta) teil.
Seit 2013 ist er Präsident des Behinderten-Sportverbands Brandenburg.
Hans-Jörg Michels ist verheiratet und hat einen Sohn. Er arbeitet als selbständiger Rechtsanwalt in Berlin.